# Metrofane di Alessandria
Papa Metrofane Critopulo (Veria, 1589 – Valacchia, 30 maggio 1639), è stato papa e patriarca greco-ortodosso di Alessandria e di tutta l'Africa tra il 1636 e il 1639.
Primo sincello del patriarca di Costantinopoli, fu trasferito da quella Chiesa per essere elevato alla sede di Alessandria. Nel 1638 partecipò al sinodo di Costantinopoli che condannava l'eterodossia di Cirillo Lucaris, i cui atti approvò e sottoscrisse. Ciò a dispetto del fatto che, avendo studiato all'Università di Oxford, sarebbe entrato in contatto con il protestantesimo e ne avrebbe traslato principi nella Chiesa di Alessandria, come testimoniato dalla sua professione di fede intitolata Confessione della Chiesa orientale, pubblicata postuma nel 1661 a Helmstadt e considerata "semiluterana".